# 테이트 도너번
테이트 도너번(Tate Donovan, 1963년 9월 25일 ~ )은 미국의 배우이다.

## 출연 작품

### 드라마
- 데미지

### 영화
- 스워드피쉬 - 라이스만의 보좌관 역
- 엘에이 타임즈
- 블러드 페스트 - 콘웨이 박사 역
- 로켓맨 - 더그 웨스턴 역
- 워스 - 리 퀸 역